# Зайцы-Вторые
Зайцы-Вторые (укр. Зайці Другі) — село, Милорадовский сельский совет, Котелевский район, Полтавская область, Украина.
Код КОАТУУ — 5322283004. Население по переписи 2001 года составляло 75 человек.

## Географическое положение
Село Зайцы-Вторые находится в 1,5 км от левого берега реки Ковжижа,
на расстоянии в 1 км расположены сёла Глобовка, Милорадово и Назаренки.
Через село проходит автомобильная дорога Т-1707.

## История
Село указано на трехверстовке Полтавской области. Военно-топографическая карта.1869 года как отметки хутора